# Cos (matemàtiques)

L'heptàgon regular no es pot construir utilitzant només regle i compàs, com es pot demostrar utilitzant el cos dels nombres construïbles.

En l'àlgebra abstracta, un cos és un sistema algebraic en què és possible efectuar la suma, resta, multiplicació i divisió (llevat de la divisió per 0), i en la qual se satisfan certes lleis.

## Introducció
Els cossos són uns objectes molt importants d'estudi en l'àlgebra, ja que proporcionen una útil generalització de molts sistemes de nombres, tal com els nombres racionals, els nombres reals i els nombres complexos. En particular es poden aplicar les lleis usuals d'associativitat, commutativitat i distributivitat. Els cossos apareixen també en moltes branques de les matemàtiques tal com veurem en exemples posteriors.
Quan l'àlgebra abstracta va començar a ésser desenvolupada, la definició de cos normalment no incloïa la commutativitat de la multiplicació, així el que avui anomenem cos fa un temps hauria estat anomenat cos commutatiu o domini racional. Avui dia però, un cos és sempre commutatiu. Una estructura que satisfaci totes les propietats d'un cos llevat de la commutativitat, l'anomenem avui anell de divisió encara que cos no commutatiu és encara força usat. Altres llengües han mantingut aquesta antiga notació. Així per exemple, en italià i francès, els anells de divisió se'ls anomena corpo i corps. En canvi, en anglès, alemany i castellà, field, Körper (d'aquí vé que {\displaystyle \mathbb {K} } denoti normalment un cos) i cuerpo signifiquen cos. Remarquem que en francès no tenen una paraula concreta per designar un cos, amb la qual cosa han d'usar la forma corps commutatif. En italià existeix també la forma campo que es tradueix exactament per la nostra noció de cos.
El concepte de cos s'usa, per exemple, per definir  vectors i  matrius, dues estructures d'àlgebra lineal els components de les quals poden ésser elements d'un cos arbitrari. La teoria de Galois estudia la simetria de les equacions investigant les maneres en les quals els cossos estan continguts entre ells. Vegeu teoria de cossos per a més informació.

## Història
Històricament, hi ha tres disciplines algebraiques que van donar lloc al concepte de cos: la qüestió de solucions equacions polinòmiques, la teoria de nombres algebraics i la geometria algebraica. Joseph Louis Lagrange va fer un primer pas en direcció a la noció de cos l'any 1770, observant que els zeros permutats x1, x₂, x₃ d'un polinomi cúbic en l'expressió
(x1 + ωx₂ + ω2x₃)3
(on ω és un terç de l'arrel unitària) només dona dos valors. D'aquesta manera, Lagrange va explicar conceptualment el mètode de resolució clàssic de Scipione del Ferro i François Viète, que consisteix a reduir una equació cúbica d'una incògnita x a una equació quadràtica en x3. Juntament amb una observació similar per les equació de grau 4, Lagrange va relacionar el que acabarien sent els conceptes de cos i el de grup. Vandermonde, també l'any 1770, i encara en major mesura, Carl Friedrich Gauß, en les seves Disquisitiones arithmeticae (de 1801), va estudiar l'equació
x p = 1
per p primer i, un altre cop usant llenguatge modern, el grup de Galois cíclic resultant. Gauss va deduir que es pot construir un p-àgon regular si p = 22k + 1. Basant-se en l'obra de Lagrange, Paolo Ruffini va afirmar (l'any 1799) que no equacions quintes (equacions polinòmiques de grau 5) no es poden resoldre algebraicament; tanmateix, els seus arguments tenien errors. Aquests errors van ser esmenats per Niels Henrik Abel l'any 1824. Évariste Galois, l'any 1832, va desenvolupar criteris suficients i necessaris perquè una equació polinòmica tingui solució algebraica, establint de facto el que es coneix avui en dia com la teoria de Galois. Tant Abel com Galois van treballar amb el que es coneix en el dia d'avui com el cos dels nombres algebraics, però no van concebre una noció explícita ni de cos ni de grup.
L'any 1871, Richard Dedekind va introduir, per un conjunt de nombres reals o complexos tancat sota les quatre operacions aritmètiques, la paraula alemanya Körper, que significa "cos" o "corpus" (en al·lusió a una entitat tancada orgànicament). El terme anglès "field" va ser introduït per Moore (1893).
| «                         | Amb cos farem referència a tot sistema infinit de nombres reals o complexos tancat en ell mateix i perfecte respecte la suma, la resta, la multiplicació i la divisió de dos d'aquests nombres qualssevol, que dona un nombre del mateix sistema | » |
| — Richard Dedekind, 1871, | |   |

L'any 1881, Leopold Kronecker va definir el que va anomenar domini de racionalitat, que és un cos de fraccions racionals en termes moderns. La noció de Kronecker no cobria el cos de tots els nombres algebraics (que és un cos en el sentit de Dedekind), però d'altra banda era més abstracta que la de Dedekind ja que no feia cap suposició específica sobre la naturalesa dels elements del cos. Kronecker va interpretar un cos com Q(π) abstractament com el cos de funcions racionals Q(X). Abans d'això, es coneixien exemples de nombres transcendentals d'ençà de l'obra de Joseph Liouville de 1844, fins que Charles Hermite (1873) i Ferdinand von Lindemann (1882) van demostrar la transcendència de e i de π, respectivament.
La primera definició clara de cos abstracta va ser feta per Weber (1893). En particular, la noció de Heinrich Martin Weber incloïa el cos Fp. Giuseppe Veronese (1891) va estudiar el cos de sèries de potències formals, que va dur a Hensel (1904) a introduir el cos dels nombres p-àdics.
L'any 1910, el matemàtic alemany Ernst Steinitz va establir una teoria axiomàtica dels cossos, en unes memòries que serien fundacionals de l'àlgebra moderna.

## Definició
Un cos és un anell commutatiu (F, +, *) tal que 0 no és igual a 1 i tots els elements de F llevat del zero tenen invers respecte la multiplicació (notem que aquí 0 i 1 representen els elements neutres de la suma i la multiplicació, respectivament, i no pas necessàriament els nombres 0 i 1).
En altres paraules, se satisfà:
Clausura de F respecte + i *Per a tots elements a i b de F, tant a + b com a * b pertanyen a F (o més formalment, + i * són operacions binàries en F).
Tant + com * són associativesPer a tot a, b, c en F, a + (b + c) = (a + b) + c i a * (b * c) = (a * b) * c.
Tant + com * són commutativesPer a tot a, b en F, a + b = b + a i a * b = b * a.
L'operació * és distributiva respecte a la suma +Per a tots a, b, c, en F, a * (b + c) = (a * b) + (a * c).
Existència d'element neutre per la sumaExisteix un element 0 en F, tal que per a tot a en F, a + 0 = a.
Existència d'element neutre per la multiplicacióExisteix un element 1 en F, diferent del 0, tal que per a tot a en F, a * 1 = a.
Existència d'element invers per la sumaPer a tot a en F, existeix un element −a en F, tal que a + (−a) = 0.
Existència d'element invers per la multiplicacióPer a tot element a ≠ 0 en F, existeix un element a−1 en F, tal que a * a−1 = 1.
La condició 0 ≠ 1 ens assegura que el conjunt que només conté un sol element no és un cos. Directament dels axiomes, hom pot demostrar que (F, +) i (F − {0},*) són grups abelians commutatius i, per tant, l'invers de la multiplicació d'un producte és igual al producte dels inversos:
(a*b)−1 = b−1 * a−1 = a−1 * b−1
tals que a i b són diferents de zero. Altres propietats útils són:
−a = (−1) * a
i més generalment
−(a * b) = (−a) * b = a * (−b)
així com
a * 0 = 0,
i totes les lleis de l'aritmètica elemental.
Si traiem la condició de commutativitat de l'operació *, distingim aleshores entre cossos commutatius i cossos no commutatius, anomenats generalment anells de divisió.

## Exemples de cossos
- Els nombres complexos {\displaystyle \mathbb {C} }, amb les operacions habituals de suma i multiplicació. El cos de nombres complexos conté els següents subcossos (un subcòs d'un cos F és un conjunt que conté el 0 i l'1, tancat respecte a les operacions + i * de F i amb les seves pròpies operacions definides mitjançant la restricció):
  - Els nombres racionals {\displaystyle \mathbb {Q} } = { a/b | a, b de {\displaystyle \mathbb {Z} }, b ≠ 0 } on {\displaystyle \mathbb {Z} } és l'anell dels enters. El cos dels nombres racionals no conté cap subcòs propi (és a dir, estrictament contingut).
  - Un cos de nombres és una extensió finita dels nombres racionals {\displaystyle \mathbb {Q} }, és a dir, un cos que conté {\displaystyle \mathbb {Q} } i que té dimensió finita com a espai vectorial sobre {\displaystyle \mathbb {Q} }. Aquests cossos són molt importants en la teoria de nombres.
  - El cos dels nombres algebraics, la clausura algebraica de {\displaystyle \mathbb {Q} }.
  - El cos dels nombres reals {\displaystyle \mathbb {R} }, amb les operacions habituals de suma i multiplicació. Quan en aquest cos es defineix l'ordre habitual, aleshores forma un cos completament ordenat que és categòric — aquesta és l'estructura que aporta la base de la majoria de tractaments formals del càlcul.
    - El cos dels nombres reals conté diversos subcossos interessants: els nombres algebraics reals, els nombres computables, i els nombres definibles.
- Si q > 1 és una potència d'un nombre primer, aleshores existeix (llevat d'isomorfisme) un únic cos finit amb q elements, denotat normalment {\displaystyle \mathbb {F} _{q}}, o bé GF(q). Qualsevol altre cos finit és isomorf a un d'aquests cossos. A aquests cossos se'ls anomena moltes vegades cos de Galois, d'on prové la notació GF(q).
  - En particular, per a un nombre primer p donat, el conjunt d'enters mòdul p és un cos finit amb p elements: {\displaystyle \mathbb {F} _{p}} = {0, 1, ..., p − 1} on les operacions es defineixen efectuant les operacions a {\displaystyle \mathbb {Z} }, dividint entre p i quedant-nos amb el residu (vegeu aritmètica modular).
    - Prenent p = 2, obtenim el cos més petit {\displaystyle \mathbb {F} _{2}}, que té només dos elements: el 0 i l'1. Pot ser definit mitjançant les dues  taules de Cayley

| + | 0 | 1 |
| - | - | - |
| 0 | 0 | 1 |
| 1 | 1 | 0 |

| * | 0 | 1 |
| - | - | - |
| 0 | 0 | 0 |
| 1 | 0 | 1 |

Aquest cos té un rol important en ciències de la computació, especialment en criptografia i teoria de codis i és un exemple de cos de característica 2.
- Els nombres racionals poden ser estesos als cossos de nombres p-àdics per a cada nombre primer p. Aquests cossos són molt importants tant en teoria de nombres com en anàlisi matemàtica.
- Siguin E i F dos cossos tals que F és un subcos de E. Sigui x un element de E que no pertany aF. Aleshores F(x) es defineix com el subcos de E més petit que conté F i x. Anomenem F(x) una extensió simple de F. Per exemple, {\displaystyle \mathbb {Q} [i]} és el cos de nombres contingut en {\displaystyle \mathbb {C} } tal que els seus elements són nombres de la forma a + bi on tant a com b són nombres racionals. De fet, es pot demostrar que tot cos de nombres és una extensió simple de {\displaystyle \mathbb {Q} }.
- Sigui F un cos. El conjunt F(X) de funcions racionals de variable X amb coeficients en F és un cos, definit com el conjunt de quocients de polinomis amb coeficients en F. Aquest és l'exemple més simple d'extensió transcendent.
- Si F és un cos i p(X) és un polinomi irreductible en l'anell de polinomis F[X], aleshores l'anell quocient F[X]/<p(X)> és un cos amb un subcos isomorf a F. Per exemple, {\displaystyle \mathbb {R} [X]/<X^{2}+1>} és un cos (de fet, és isomorf al cos dels nombres complexos). Es pot veure que tota extensió algebraica simple de F és isomorfa a un cos d'aquesta forma.
- Si F és un cos, el conjunt F((X)) de sèries formals de Laurent sobre F és un cos.
- Si V és una varietat algebraica sobre F, aleshores les funcions racionals V → F formen un cos, el cos de funcions de V.
- Si S és una superfície de Riemann, aleshores les funcions meromorfes S → {\displaystyle \mathbb {C} } formen un cos.
- Si I és un conjunt indexat, U és un ultrafiltre en I, i Fi és un cos per a cada i en I, l'ultraproducte dels Fi (usant U) és un cos.
- Els nombres hiperreals i els nombres superreals estenen els nombres reals amb l'addició d'infinitesimals i infinits nombres.

També hi ha classes pròpies amb estructura de cos, que són de vegades anomenades Cossos, amb C majúscula:
- Els nombres surreals formen un Cos que conté els reals, i seria un cos si no fos que són una classe pròpia i no pas un conjunt. El conjunt de tots els nombres surreals amb aniversari més petit que algun cardinal inaccessible formen un cos.
- Els nimbers formen un Cos. El conjunt de nimbers amb aniversari més petit que {\displaystyle 2^{2^{n}}} i els nimbers amb aniversari més petit que qualsevol cardinal infinit són exemples de cossos.

## Alguns teoremes introductoris
- El conjunt d'elements diferents de zero d'un cos F (denotat normalment per F×) és un grup abelià amb la multiplicació. Tot subgrup finit de F× és cíclic.

- La característica de qualsevol cos és o bé 0 o bé un nombre primer. (La característica es defineix com el nombre enter positiu n més petit que n·1 = 0, o zero si no existeix tal nombre; aquí n·1 significa la suma 1 + 1 + 1 + ... + 1 n vegades. Una definició equivalent és la següent: la característica d'un cos F és l'únic generador no negatiu del nucli de l'únic anell d'homomorfismes ℤ → F que envia 1 ↦ 1.)

- El nombre d'elements d'un cos finit és una potència d'un nombre primer.

- Com a anell, un cos no té cap ideal llevat del {0} i d'ell mateix.

- Assumint l'axioma de l'elecció, per a cada cos F, existeix un únic cos G (llevat d'isomorfisme) que conté F, és algebraic sobre F, i és algebraicament tancat. G s'anomena la clausura algebraica de F.

## Construint nous cossos a partir d'altres de donats
- Si un subconjunt I d'un cos (F,+,*) juntament amb les operacions *, + restringit a I és en si mateix un cos, llavors es diu un subcos de F. Tal subcos té els mateixos 0 i 1 que F.

- Donat un cos F, el cos polinòmic F(X) és el cos de fraccions de polinomis en X amb coeficients en F, és a dir, els seus elements són funcions racionals amb coeficients en F.

- Una extensió algebraica d'un cos F és el cos més petit que conté a F i una arrel d'un polinomi irreduible p(X) en F [X]. Alternativament, és idèntic a l'anell factor F [X]/<p(X)>, on <p(X)> és l'ideal generat per p(X).